# ببه‌لی (قره‌تاش)
ببه‌لی (به ترکی استانبولی: Bebeli) یک منطقهٔ مسکونی در ترکیه است که در قره‌تاش (شهر) واقع شده‌است.